# Empis scaura
Empis scaura är en tvåvingeart som beskrevs av Friedrich Hermann Loew 1867. Empis scaura ingår i släktet Empis och familjen dansflugor. Inga underarter finns listade i Catalogue of Life.